# Filumenie

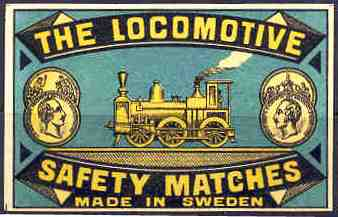
Švédská zápalková nálepka z roku 1903

Filumenie je sběratelský obor, věnovaný hlavně sbírání zápalkových nálepek, ale také související dokumentace, stojánků na zápalky a dalších předmětů týkajících se zápalek. Filumenista (filumenistka) je sběratel oboru filumenie.

## Vznik nálepek
První sirky vynalezl Angličan Walker v roce 1827. První nálepka na nich vznikla roku 1829, byl to návod k použití. V českých zemích byla výroba zápalek zahájena v Sušici roku 1838, v roce 1840 bylo v Čechách, na Moravě a ve Slezsku 40 sirkáren. Výrobci využívali nálepek na krabičkách pro svou reklamu, někdy se objevily náměty vlastenecké.

## Sběratelské hnutí

### Počátky
Sběratelům nálepek se zpočátku říkalo labelisté, nálepkáři. Pojmenování filumenista se rozšířilo po 2. světové válce. Sběratelé plochých zápalek mají označení filiperumenisté a sběratelé zápalkových krabiček kumyxafisté

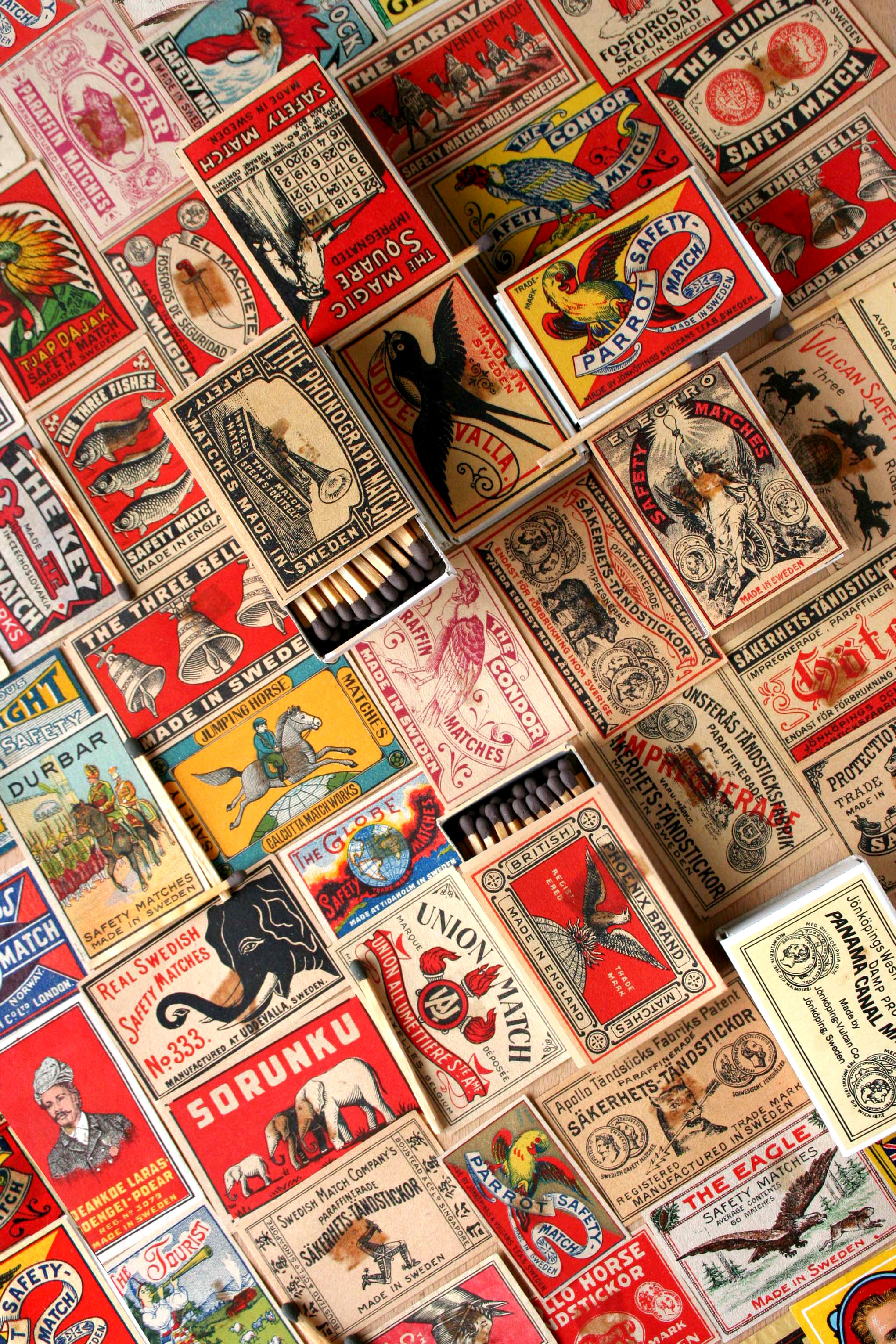
Ukázka sbírky zápalkových krabiček

První sběratelské kluby vznikaly ve světě na konci 19. století. V Československu hlavní impuls k rozvoji tohoto sběratelského oboru přišel z podniku SOLO Sušice v roce 1953, kdy u příležitosti tamní první výstavy zápalkových nálepek vydali pamětní aršík. Začaly vznikat první sběratelské kroužky (např. při ZV ROH), byly vydávány první katalogy. Masivnější rozvoj sběratelství v tomto oboru nastal díky iniciativě n. p. Sběrné suroviny v roce 1956, kdy při odevzdání starého papíru byly rozdávány čisté nálepky těm, kteří byli členy nějakého filumenistického kroužku.

### Novější informace
Vznikl i nový obor – kumyxafie – sběratelé celých (plných) krabiček se zápalkami. Výstavy nálepek se zápalek jsou organizovány i nyní. Existují i sběratelé historie a to nejenom pamětních aršíků (první vydaný po roce 1945 byl u příležitosti I.výstavy ZN v Sušici – květnu 1953). Tyto vydávaly kluby, kroužky sběratelů a právě jejich historie se sbírá.

## Český filumenistický svaz
Český filumenistický svaz (ČFS) vznikal postupně v letech 1964–1968. V roce 1967 vznikl celostátní zpravodaj, který se roku 1969 přejmenoval na zpravodaj Filumenie. Dne 15. listopadu 1968 Ministerstvo vnitra schválilo organizační řád ČFS a měsíc poté se v Praze konala ustavující konference tohoto sběratelského svazu. V lednu 1969 došlo k rozdělení svazu na českou a slovenskou část. ČFS pak měl každoročně členské konference, organizoval anketu o nejhezčí nálepku roku. V roce 1971 měl 4630 registrovaných, platících členů. Předsedou byl v letech 1962–1975 let MUDr. Vlastimil Sovina, od roku 1976 Ing. Miloslav Vošta, od roku 1980 do roku 1992 Jiří Šperk.

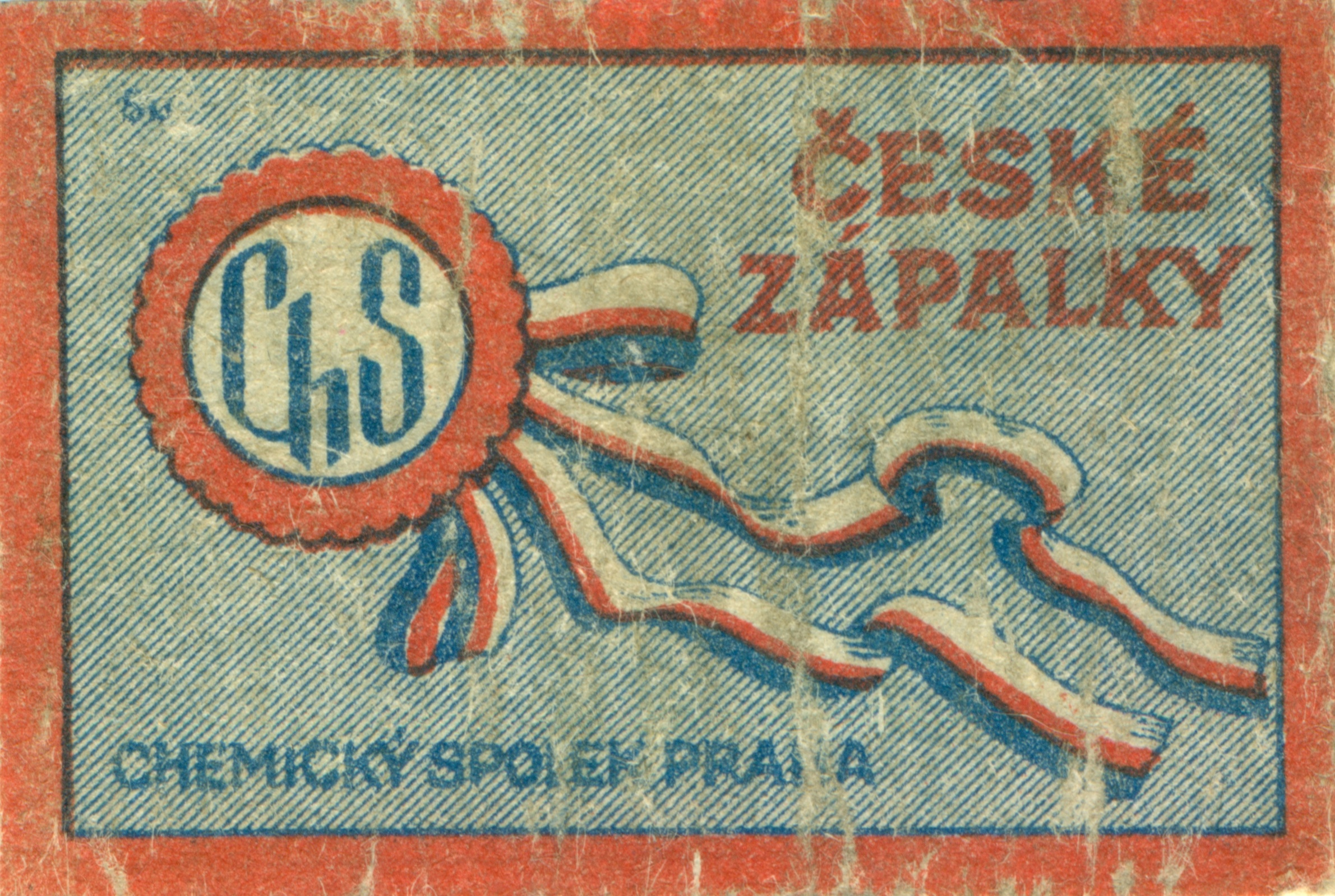
České zápalky (etiketa) z roku 1945.

Svaz měl uzavřenou patronátní dohodu s podnikem Sólo Sušice. V letech 1992–1993 došlo k odchodu mnoha členů z výkonného výboru, členská základna se začala snižovat, v roce 1994 na 2841 členů. Novým předsedou organizace se stal Zdeněk Coufal. V dalších letech se vytváří sběratelské oblasti, úbytek členů a zájmu veřejnosti o tento sběratelský obor trvale klesal. Pak došlo k nahrazení trojstupňového systému řízení na dvoustupňový (ústředí a kluby). V roce 2001 se konala 12. konference svazu, novým předsedou patnáctičlenného výboru se stal Josef Lux. Rok 2002 – stav členské základny jen 890 členů. V roce 2008 došlo k uzavření sirkárny Sušice, konference bylo rozhodnuto svolávat jednou za čtyři roky. Časopis Filumenie nadále vychází.

## Muzeum sirek
Na náměstí Svobody v Sušici je budova Muzea Šumavy. V ní je od roku 1935 rozsáhlá expozice sušického sirkařství.

## Zajímavosti nálepek
- Na každé nálepce byl název Safety matches, v překladu Bezpečné zápalky
- Nejdelší sérii nálepek 600 kusů vydal SSSR s náměty moskevského metra[1]

## Série československých nálepek (výběr)
| rok       | pořadové číslo (Šperk Jiří) | názvy sérií |
| --------- | --------------------------- | --- |
| 1959–1960 | 1533–2080                   | Prodejny státního obchodu, Škoda 1859–1959, Agrotechna 1959, Sto dvacet let sirkárny Solo Sušice, družice, pro zdraví, mošty a sirupy, 50 let sirkárny Solo Lipník I., hrady a zámky, spoření, Červený kříž, dopravní bezpečnost, výstavba, 50 let sirkárny Solo-Lipník, České závody gumárenské, nákladní automobily, Adamovské strojírny, protialkoholní série, dopravní série, spartakiádní série, krajské Spartakiády, II. Celostátní spartakiáda I., II. Celostátní spartakiáda II., 15 let úspěchů ČSR, volby, Národní technické muzeum Praha, chraňte nás, Moravský kras, za vlast ještě krásnější, pravěká zvěř, meliorace, Čs. červený kříž, spoření, ničte plevele, Agrotechna, Tepna Náchod, Severočeský hnědouhelný revír, Kovošrot, sčítání lidu, spoření, lidová architektura |
| 1961      | 2081–2498                   | III. Pětiletka ČSSR, dopravní značky, Soutěž technické tvořivosti mládeže, Památkové rezervace I., Národní galerie, lidové umění II., TON Bystřice p. Host., zvelebujte města a obce, ČKD Praha, Závody Bohemia, TOS Kuřim, Rudý Říjen Gottwaldov, živá krása I., Škoda – ZVIL II., požární ochrana I., vlnařský průmysl, měřičské znaky, zemědělská série, Červený Kříž V., Metra Blansko, spoření VI., Severní Morava, očkování, zdravotnická série, Přerovské strojírny I., Přerovské strojírny II., Kovotechna, Orbis, lidové umění III., lidové umění IV., stavebnictví, vyšší směnnost |
| 1962      | 2499–2827                   | Vitana, živá krása ČSSR II., Moravský kras, spoření VII., II. LSSA, Severní Morava II., zdravotnické předpisy III., zdravotnické předpisy IV., Mechanika, 50 let Pravdy, letadla, Mikoláš Aleš, protialkoholní VI., veterinární série, hnojení a zavlažení, Tatra, nábor do dolů, zemědělská série, Karborundum, Smaltovny, Východoslovenský kraj, spoření VIII., lihovary, Průmysl trvanlivého pečiva, Poštovní novinová služba |
| 1963      | 2828–3254                   | Moravia, TOKOZ, PAL Magneton, TOS Kuřim, nešvary, lidové umění, Rosické doly, čisté řeky, cyklistika, sportovní hry, ZOO Praha II., požární ochrana, památkové rezervace, pravěké umění, vesmír, 40 let rozhlasu I., 40 let rozhlasu II., televize, poznávej přírodu, Národní kulturní památky, románské umění, spoření IX., Jednota, metylalkohol, 100 let Červeného kříže, hygienický nákup, pokrok k přípravě stravy, Akce Z I., Akce Z II., sběrová série, zahrádkáři, lidové umění VI., Bruntál, Československá grafika, gumové holínky, chraňte zdraví, hygiena, požární ochrana II., umělé dýchání |
| 1964      | 3255–3654                   | léčivé rostliny, lidové umění (7. vydání), Jednota, čistota vod, zvelebení škol, stavebnictví, Státní pojišťovna, jezdím bez nehody I., jezdím bez nehody II., zdravotnické předpisy, gotické umění, renesanční umění, česká muzea I., Česká muzea II., IV. sjezd ČSČK, Akce Z, dítě a svět, umělecká řemesla, požární ochrana, hrady a zámky, Horoměřice 1824–1964, výstava Přerov, živá krása ČSSR, pečuj o chrup, Cheb, spisovatelé, Česká muzea III., spoření, tetanus, žloutenka, Československá letadla, stavba mládeže, čistota města, JITEX 1949–1964, Obecní dům Praha, Malostranské pohostinství, Staropražské pivnice, Pražské hotely a restaurace, Restaurace a jídelny Praha 1, Hotely a restaurace Praha 2, sportem ke zdraví |
| 1965      | 3655–3977                   | III. Celostátní spartakiáda, lidové umění, 700 let města Poličky, České Budějovice 1265–1965, 700 let Frýdku Místku, Státní spořitelna, kultura cestování, mistrovství světa, Československé spoje, správná výživa, barokní umění, umění XIX. století, vývoj automobilu, 20 let úspěchů ČSSR, Jablonec 65, Žatec 700 let, Bzenec 950 let, 700 let Lipníka nad Bečvou, přenosné nemoci, Hamiro, Pramen Praha, Interhotel Brno, 90. výročí městské dopravy, Státní pojišťovna, dětské úrazy, Jednota Frýdek Místek, Tesla Lanškroun, bezpečnostní předpisy, požární předpisy, Znak Praha, Pozemní stavby Karlovy Vary |
| 1968      | 4842–5534                   | Vítkovice, Tesla Karlín, Mechanika Praha, vývoj dopravy, vlajky Evropy, městské znaky, renesance, historické palné zbraně, vlajky Asie, motýli, hrady a zámky, 50 let Grafiky, reklamy podniků, zámecké parky, Restaurace a jídelny Praha, spořte na krásnou dovolenou v ČSSR, Pražané svému městu, pro zdraví obyvatel měst, OSP Přerov, dary přírody, Interhotel Brno, bezpečnost silničního provozu, Sigma Lutín 1868–1968, protipožární ochrana, protialkoholní série, Ex Plzeň ’68, Hotely a restaurace Praha 2, Restaurace a jídelny Praha 8, 50 let Československa, sloh románský, 50 let výroby soustruhů, špatné osvětlení, Čs. spoje, ZČE Plzeň, za národopisem, proti otylosti, Státní spořitelna, Přerovské strojírny, Den čsl. železničářů, ryby, sportovní kluby, Krbovky, ryby, sportovní kluby |
| 1969      | 5535–5965                   | nehygienické – nekulturní, 60 let Solo Lipník, energetika, Brno 1969, péče o chrup, požární ochrana, Dr. Aleš Hrdlička, vlajky Ameriky, hotel Belveder, filmový festival, Malbyt – Osmal, Dopravní stavby Olomouc, Wolvit – Bio Bak, Zemědělský nákupní a zásobovací podnik, Mezinárodní soutěž požárníků, Obuvnické muzeum, 250 let českých novin, 50 let ČSČK, NBS Nový Bor, dopravní předpisy, Čs. výbor obránců míru, 50 let značky Avia, zájmová umělecká činnost, ptáci, gotika, péče o chrup, 700 let města Krnova, 600. výročí mistra Jana Husa, Zemědělské zásobování a nákup, Meva propan butan, Severočeská armatura Ústí nad Labem, Jednota, Litoměřice, Severomoravský průmysl masný, výživa a hygiena, 60 let sirkárny Lipník n. p., Triola, Orlické hory, Středočeský průmysl masný, Česká státní spořitelna, pohyb je život                                                                                      |
| 1970      | 5966–6309                   | Ústav pro výzkum Běchovice, gotika, Interhotel Praha, Krkonošské hotely, LSD Jednota Náchod, Výkup Kara, Kara Jaroměř, 600 let města Kraslic, 550 let Tábor, Strážnice 1970, naše vlast, Pofis, ČKD Praha, Česká státní spořitelna, 25 let Národních výborů, lidová moudrost, Hotely Jednota I., dětská hygiena, 20 let Uničovských strojíren, Zemědělský nákupní a zásobovací závod – 1970, Textil Brno, Znak Hradec Králové, sčítání lidu,Česká státní pojišťovna, Praga – automobilové závody, Ústav pro výzkum radiotechniky, Hotely Jednota II., Agrostroj Prostějov, zdravotnické předpisy, Akce Z, požární ochrana, hygienické předpisy, Evropské státní znaky |
| 1971–1972 | 6310–6772                   | Šmeralovy závody Brno, Národopisné muzeum, 35 let vysílání, krbové zápalky, otužujme se, renesance, Český červený kříž, zápalky pro domácnost, 50 let KSČ, Plastimat, Dřevařský průmysl Praha, Akce Z, civilní obrana, mlékárenský průmysl, 20 let zákona, Osmal - Malbyt, Kovodílo Praha, Kovošrot Praha, obtížný hmyz, Česká státní spořitelna, Zemědělský nákupní a zásobovací závod, RVHP, Optima Nitra, domáctnostní zápalky, Dřevařský průmysl Praha, krbové zápalky, Spotřební družstva, Výzbrojna požární ochrany, Pardubická rafinerie, Sololak, Česká státní spořitelna, Bezpečnost silničního provozu, Československá lidová armáda, Varšavská smlouva, 50. výročí SSSR, Západočeský kraj, hrady a zámky I., baroko, Varšavská smlouva II., Kovošrot Praha, 25. výročí Února 1948 |
| 1973      | 6773–6999                   | Rukavičkářské závody, Severočeské papírny, Spotřební družstva, ochrana přírody, kavárny, restaurace a vinárny, TON Bystřice pod Hostýnem, Dřevařský průmysl Praha, Vinimpex Sofia, požární ochrana, Tranzitní plynovod, Česká státní spořitelna, 20 let PNS, 20 let Československé televize, III. letní Spartakiáda spřátelených armád, mléčná výživa, Agrostroj, Československý len, 750 let Opavy, klasicismus a empír, zámecké parky, 5 let ČFS, hrady a zámky II. |
| 1974–1975 | 7000–7286                   | Družstevní hotely, Simax, Romo Fulnek, Nábytek Brno, AZNP Mladá Boleslav, bezpečnost silničního provozu, 25 let socialistického zemědělství, Severomoravské cukrovary, 25 let JZD Slušovice, jaderné elektrárny, Rok české hudby, 65 let Solo Lipník, Uranové doly Příbram, Dřevařský průmysl Praha, keramické a sklářské suroviny, 30. výročí SNP, ochrana životního prostředí, Severomoravský kraj, bezpečnost silničního provozu, Tatra Czechoslovakia, Blanické strojírny, Spolchemie Ústí nad Labem, Státní pojišťovna, Flora Olomouc ’75, Solo Lipník, Severomoravský kraj, Spotřební družstva, Hutní projekt Praha, Tatra Motokov ČSSR, 30 let NV, Laboratoř bezpečnosti práce, ZPA Trust podniků, 10 let úspěšné práce, Úklid Praha, Mechanika Praha |
| 1976–1979 | 7287–7619                   | Krbové zápalky I., Krbové zápalky II., NHKG, Fruta n.p. Brno, Ostrava ’76, 55 let Orbis, Solo Lipník,1000 let Staré Plzně, Spolchemie, 25 let n.p. Liaz, Severomoravský kraj 1976, Sport-Turist, Obchodní dům Máj, SMZ Dubnica nad Váhom, 150 let pojišťovnictví, Hutní montáže Ostrava, SLTŠ Hranice, Gumárne Púchov, 50 let Brněnského výstaviště, ÚSI, Adast Adamov, Spotřební družstva, Česká vědeckotechnická společnost, Muzeum Tábor, Sigma Lutín, Přerovské strojírny, RD Jeseník, Omnia Bratislava, ČFS 10 let, TON Bystřice pod Hostýnem, Kara 30 let, Československé aerolinie, Poldi SONP Kladno I., Poldi SONP Kladno II., ZTS Detva, Drupol, Svazarm, ČKD Praha I., Škoda Plzeň, ČKD Praha II., Severomoravské cihelny, Hranická cementárna, Veřejná bezpečnost I., Veřejná bezpečnost II., Geoindustria, JZD Slušovice, metro, Avia, Svit Gottwaldov, Prior, Prior Praha, 140 let Solo Sušice, 70 let Solo Lipník |
| 1989–1992 | 7834–8010 (Jindra Jaromír)  | hotely Jednota, Cementárny a vápenky, nerosty I., nerosty II., 150 let sirkařství, Pravda Plzeň, Zetor, Česká státní pojišťovna, RaJ Plzeň, Prior Praha, Stop AIDS, Hotely České Budějovice, Oseva, Kovofiniš, Labena, Respekt, Škrt |

## Katalogy československých nálepek
1918–1945
- Šperk Jiří, Československé zápalkové nálepky 1918–1958, Praha 1960.
- Volf Jan, Šmíd Havel, Československé balíčkové, balíkové a bednové zápalkové nálepky pro vývoz 1918–1945, Praha 1979.
- Ceník českých zápalkových nálepek 1945–1982.

Od roku 1945
- Šperk Jiří, Československé zápalkové nálepky 1945–1958, Praha 1963.
- Šperk Jiří, Československé zápalkové nálepky 1945–1958, Praha 1981.
- Hloušek Jiří a kol., Československé zápalkové nálepky pro vývoz 1945–1983 (1. až 3. část), Praha 1992.
- Šperk Jiří, Československé zápalkové nálepky 1959–1960 (Praha 1969), 1961–1970 (jednotlivé ročníky), 1971–1972, 1973, 1974–1975, 1976–1988,1989–1992 (Praha 1992).
- Borský Josef, Hloušek Jiří, Procházka Rudolf, Československé zápalkové nálepky pro vývoz 1970–1975.
- Hloušek Jiří a kol., Československé zápalkové nálepky pro vývoz 1945–1983 (balíčkové, balíkové a bednové) 1. část, 2. část.
- Holeček František, Soukup František, Československé a České přířezy a balíčkové nálepky pro vývoz (Sušice) 1984–1993.
- Dušek Vlastimil, Katalog upomínkových aršíků 1953–1975.
- Holeček František, Soukup František, Katalog přířezů a nálepek Solo Sušice pro domácí trh i vývoz 1996.

Pomůcky pro filumenisty
- Jindra Jaromír, Průvodce začínajícího filumenisty, Praha 1989.
- Jindra Jaromír, Abecední rejstřík textů Československých zápalkových nálepek pro domácí trh 1918–1992, Praha 2005.
- Ceník slovenských zápalkových nálepek 1945–1970.
- Cenník prírezov 1970–1981.